# Nematocampa reticulata
Nematocampa reticulata là một loài bướm đêm trong họ Geometridae.